# Poststructuralisme
Het poststructuralisme is een filosofische denkrichting in de hedendaagse filosofie die ontstond in Frankrijk aan het einde van de jaren 60 van de 20e eeuw, in reactie op het structuralisme. Terwijl het structuralisme ervan uitging dat de menselijke cultuur te vatten valt in een reeks vaste (vaak binaire) kernstructuren, stelt het poststructuralisme dat er altijd zaken zijn die aan deze structuren ontsnappen. Het focust dan ook vooral op het in kaart brengen van deze vormen van instabiliteit, meerzinnigheid en openheid. Bovendien kenmerkt het poststructuralisme zich ook door het ter discussie stellen van de tegenstelling tussen kern en (uitgesloten) grens en wil het aantonen hoe de uitgesloten grens juist vaak constitutief is voor de kern.
Hoewel het label door geen enkel filosoof werd gebruikt om zijn of haar eigen werk te beschrijven, wordt poststructuralisme voornamelijk geassocieerd met denkers zoals Jacques Derrida, Jean-François Lyotard, Gilles Deleuze, Jean Baudrillard, Roland Barthes, Julia Kristeva en Michel Foucault. Het heeft vervolgens ook invloed gehad buiten Frankrijk, onder meer in het werk van Paul de Man, Umberto Eco en Judith Butler. Poststructuralisme wordt geassocieerd met zaken zoals postmoderne filosofie, deconstructie en intertekstualiteit.

## Geschiedenis
Als term duikt het poststructuralisme pas in de jaren 70 op en is in de eerste plaats een term die buiten Frankrijk werd gebruikt om een aantal Franse auteurs en hun gedachtegoed te beschrijven. Dit gedachtegoed gaat terug tot de jaren 60 en wordt in de eerste plaats begrepen als een reactie en verderzetting van het structuralisme. Structuralisme zelf was toen nog een relatief jonge stroming, gepopulariseerd door het werk van Roman Jakobson, Claude Lévi-Strauss, Roland Barthes, Louis Althusser, Georges Dumézil, Michel Foucault en Jacques Lacan. 

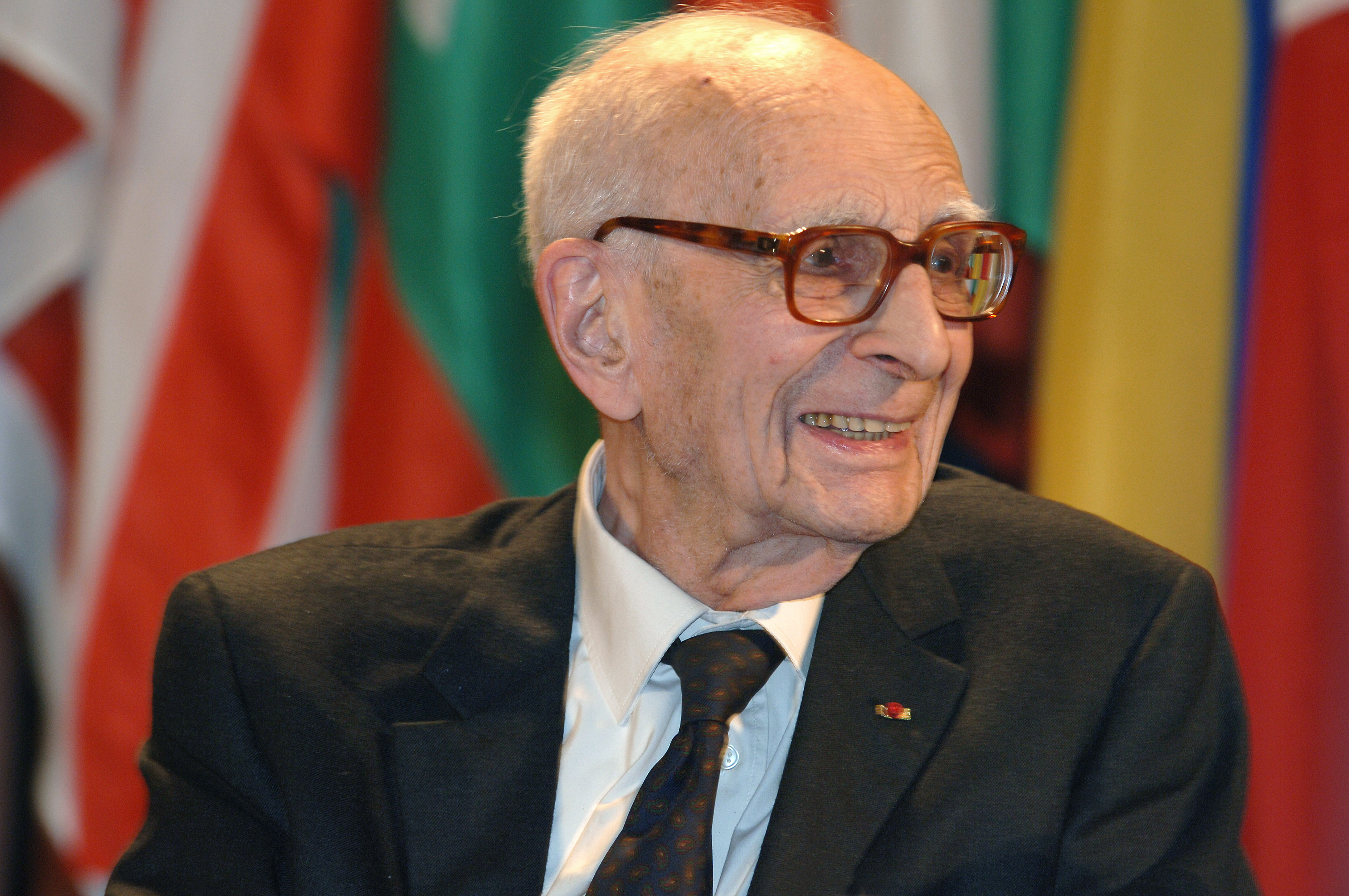
Poststructuralisten zetten zich met name af tegen het structuralisme, zoals onder meer uitgewerkt door Claude Lévi-Strauss.

Het structuralisme inspireerde zich door de structuralistische taalkunde van Ferdinand de Saussure en trachtte de inzichten daarvan naar andere vakgebieden, zoals antropologie, geschiedenis of psychoanalyse, te exporteren. Deze taaltheorie stelde dat de betekenis van een woord niet wordt bepaald door hetgeen waarnaar zij verwijst, maar door de gehele taal zelf. Om een woord te begrijpen moet men dus de bredere taal onderzoeken en kijken hoe dit element daarin past. De Saussure denkt taal, en meer concreet een woord, als bestaande uit twee elementen: signifiant (betekenaar) en signifié (betekenis). De betekenaar is het concreet gerealiseerde teken (de letters op het papier of de klank) en de betekenis is het mentale concept waarheen de betekenaar verwijst. De betekenis van het teken dient te worden onderscheiden van de buitentalige referent. De betekenis van een woord wordt volgens Saussure louter bepaald door de andere betekenaars in het systeem zelf. 
Het structuralisme vertrok van het geloof dat deze taaltheorie een kader bood om alle cultuurfenomenen te begrijpen, eens men ze ging analyseren als bestaande uit binaire tegenstellingen en structuren. De mythes van een samenleving, het onbewuste van het individu of het wetenschappelijk denken van een bepaalde periode worden dan opgevat als gestructureerd zoals een taal, door een aantal fundamentale, vaak binaire tegenstellingen. Bekende werken die met deze ambitie worden verbonden zijn Claude Lévi-Strauss' Anthropologie structurale (1958), Louis Althussers Lire le Capital (1965), Jacques Lacans Écrits (1966) en Michel Foucaults Les mots et les choses (1966).
Al snel kwamen er echter twijfels of dit ambitieuze structuralistische project wel uitvoerbaar is. Een wederkerende kritiek is dat er altijd zaken zijn die aan de voorgestelde structuren ontsnappen en die dus regelmatig genegeerd of onderdrukt worden binnen een structuralistisch denkkader. Een officieel overgangspunt naar poststructuralisme bestaat niet, maar vaak wordt wel verwezen naar de lezing "La structure, le signe et le jeu dans le discours des sciences humaines" van Jacques Derrida uit 1966. Deze lezing was onderdeel van de conferentie The Languages of Criticism and the Sciences of Man aan de Johns Hopkins-universiteit. Deze conferentie had echter juist de ambitie om het structuralisme bekendheid te geven in de Verenigde Staten door voorname Franse denkers zoals Roland Barthes, Jacques Lacan, Paul de Man, Jean Hyppolite en de nog relatief onbekende Derrida uit te nodigen. In zijn bijdrage bekritiseerde Derrida de neiging van structuralistische denkers om toch nog aan het idee van een 'centrum' van de structuren vast te houden en benadrukte daarentegen het open en spelende karakter van deze structuren, waaraan altijd zaken ontsnappen.

## Vertegenwoordigers
Het essay 'La structure, le signe et le jeu dans le discours des sciences humaines' is later opgenomen in Derrida's L'écriture et la différence (1967), dat samen met De la grammatologie (1967) en  La voix et le phénomène (1967) geldt als de voornaamste werken van Derrida waarin hij zijn poststructuralistisch gedachtegoed uiteenzette. Daarin werkt Derrida ook zijn befaamde methode van 'deconstructie' uit, een manier om teksten te analyseren en te destabiliseren, door steeds te wijzen op hoe er geen vast centrum is, maar elke tekst sporen in zich draagt van andere betekenaars, die op hun beurt weer nieuwe sporen in zich dragen, tot in het oneindige. Derrida sprak in die context ook wel van différance.
Derrida's deconstructie is daarom een goed voorbeeld van het soort denken dat veel poststructuralistische teksten typeert: het bevragen van vaste structuren en wijzen op hoe er altijd zaken aan dit centrum ontsnappen. Bovendien, zo stellen poststructuralisten, zijn deze randfenomenen zelfs vaak constitutief voor het centrum zelf: een tekst kan pas betekenis hebben door de sporen van andere teksten, maar deze sporen zelf kunnen nooit volledig gevangen worden door de tekst, maar destabliseren deze juist. Het poststructuralisme gaat daarom niet om het bepleiten van het afbreken van structuren, maar om de diagnose dat de bestaande structuren altijd instabiel zijn. Structuren steunen met andere woorden altijd op bepaalde dubbelzinnigheden, en poststructuralisten wijzen op hoe in deze marges er steeds politieke en ethische keuzes worden gemaakt over welke interpretaties er toegelaten en uitgesloten worden. Het doel is dan deze keuzes als keuzes naar de oppervlakte te brengen om ze te bevragen en te hervormen indien nodig.
Gelijkaardige standpunten vindt men in het werk van andere auteurs geassocieerd met het poststructuralisme. Roland Barthes' essay "La mort de l'Auteur" (1968) was bijvoorbeeld zeer invloedrijk in het poststructuralisme. Daarin stelt Barthes dat de auteur nooit de betekenissen van zijn of haar tekst volledig kan vastleggen, maar dat er altijd een openheid is waarin de lezer zelf betekenissen kan geven aan de tekst, die nooit vastligt. Om een tekst te analyseren is het dus problematisch om louter te kijken naar wat de intentie was van de auteur, maar moet er ook oog zijn met wat verschillende lezers met deze tekst (kunnen) aanvangen.

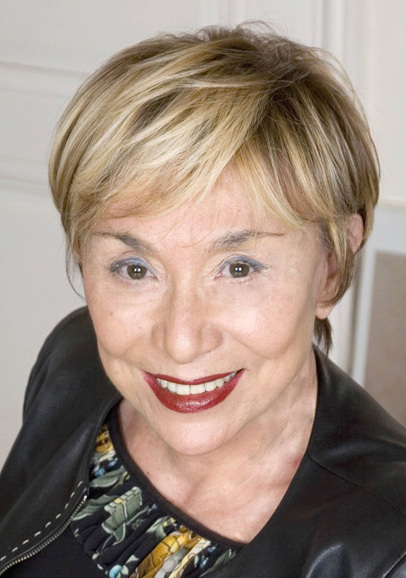
Julia Kristeva is een voorbeeld van een poststructuralistisch denker.

Binnen het oeuvre van Jean-François Lyotard is Discours, Figure (1971) een duidelijk poststructuralistisch werk, dat voornamelijk tracht te benadrukken hoe een exclusieve focus op structuren en taal, onvoldoende is om fenomenen te begrijpen. Wat zo buitenbeeld blijft is wat Lyotard het 'figurale' noemt, verwijzend naar het visuele en sensuele aspect dat steeds aan elk vertoog ontsnapt. Exemplarisch voor Lyotard is daarbij de esthetische ervaring in kunst, die nooit volledig in taal gevat kan worden. Dat wil niet zeggen dat enkel dit figurale van tel is. Lyotard stelt eerder dat vertoog en het figurale elkaar vooronderstellen, doordat er bijvoorbeeld ook in schilderijen symbolen en andere talige tekens aanwezig zijn, terwijl in taal figurale aspecten zoals de vormgeving van de tekst of het poëtische aspect van de taal present zijn.
Een gelijkaardig gedachtegoed is te vinden bij Julia Kristeva, met name in La révolution du langage poétique (1974). Kristeva maakt een onderscheid tussen wat ze het semiotische en symbolische noemt. Het symbolische verwijst daar naar orde, de wetten, terwijl het semiotische staat voor dat wat daar niet binnenpast of juist mee breekt. Vanuit een psychoanalytisch oogpunt verbindt ze dit ook met het mannelijke (symbolische) en het vrouwelijke (semiotische). Volgens Kristeva wordt er, gelijkaardig aan de stelling van Lyotard, te weinig aandacht gegeven aan het semiotische en te veel aan het symbolische.
Het werk van Gilles Deleuze kan poststructuralistisch begrepen worden, bijvoorbeeld zijn Différence et répétition (1968). Centraal in dat werk staat het idee dat elke herhaling nooit een perfecte herhaling is, maar dat er altijd verschillen en variaties worden geïntroduceerd, en hoe deze interactie van verschil en herhaling elke vorm van identiteit gronden. Ook L'Anti-Œdipe (1972), geschreven met Félix Guattari, kan gezien worden als poststructuralistisch. Het bestaat met name uit een kritiek van de psychoanalyse, dat te zeer uitgaat van de vaste structuur van het Oedipuscomplex. Deleuze en Guattari werken daarentegen hun alternatief uit van schizoanalyse, dat meer ruimte moet bieden aan de diversiteit van verlangens en hoe deze maatschappelijke moeten georganiseerd worden.
Michel Foucaults relatie tot het poststructuralisme is dubbelzinniger, onder meer ook omdat zijn vroege werk, zoals Les mots et les choses (1966) vaak juist wordt gezien als een representatief werk van het structuralisme. Daarin brengt Foucault de verschillende epistemes in kaart: diepliggende structuren die het denken van bepaalde historische periodes vormgeven en sturen. Zijn werk valt echter ook als poststructuralistisch te typeren omdat hij wijst op de rol van geschiedenis: de structuren die de structrualisten beschrijven zijn niet tijdloos, maar steeds historisch tot stand gekomen, vaak als het product van een reeks toevallige gebeurtenissen en bijhorende machtsstrijd. Foucault ontwikkelde in zijn werk dan ook een eigen historische methodologie, die hij typeerde als archeologie en genealogie.
Andere auteurs die geassocieerd worden met het poststructuralisme zijn, onder meer, Maurice Blanchot, Wendy Brown, Judith Butler, Hélène Cixous,  Umberto Eco, René Girard, Donna Haraway, Luce Irigaray, Sarah Kofman, Philippe Lacoue-Labarthe, Chantal Mouffe, Jean-Luc Nancy, Michel Serres

## Invloed en kritiek
Het poststructuralisme is zeer invloedrijk geweest, met name dan binnen de academische wereld. Het is standaard om binnen opleidingen binnen de filosofie, literatuurwetenschap of cultuurwetenschappen op een kritische manier met het poststructuralisme in contact te komen. Het had daarnaast ook een grote impact op de kunstwereld en de literatuur.
Tegelijkertijd is er ook veel kritiek geuit op poststructuralisme, vaak in één adem genoemd met de postmoderne filosofie. Poststructuralisten worden verweten te vervallen in problematische vormen van relativisme, fatalisme en anti-humanisme. Als er geen vaste structuren zijn, of geen voorafgegeven werkelijkheid die als arbiter kan optreden, dan lijkt alles toegelaten. Elke mogelijkheid om foute wetenschappelijke theorieën of problematische politieke programma's te bekritiseren wordt zo ontnomen. Die trend wordt eventueel ook nog versterkt omdat poststructuralisten niet zouden geloven in een menselijke natuur, maar de mens en het subject eerder zien als een product van maatschappelijke en talige structuren.
Veel van de poststructuralisten zijn ook het onderwerp van het beruchte boek Impostures intellectuelles (1997) van Alan Sokal en Jean Bricmont, die auteurs zoals Deleuze en Derrida beschuldigden van misbruik te maken van (pseudo)wetenschappelijk jargon in hun geschriften. Door auteurs zoals Noam Chomsky en John Searle worden poststructuralisten ook verweten om een problematische taalfilosofie te vooronderstellen.